# Pequeño icosicosidodecaedro retrorromo
En geometría, el pequeño icosicosidodecaedro retrorromo (también conocido como disicosidodecaedro retrorromo, pequeño icosicosidodecaedro retrorromo invertido o icosaedro retroholorromo) es un poliedro uniforme estrellado, indexado como U72. Tiene 112 caras (100 triángulos y 12 pentagramas), 180 aristas y 60 vértices. Su símbolo de Schläfli es sr{⁵/₃,³/₂}.
Las 40 caras triangulares no procedentes del achatado componen 20 pares coplanarios, formando estrellas hexagonales que no son del todo regulares. A diferencia de la mayoría de los poliedros romos, posee simetrías de reflexión.
George Olshevsky lo apodó yog-sothoth (en honor a las deidades de los mitos de Cthulhu).

## Envolvente convexa
Su envolvente convexa es un dodecaedro truncado no uniforme.
| Dodecaedro truncado | Envolvente convexa | Pequeño icosicosidodecaedro retrorromo |

## Coordenadas cartesianas
Las coordenadas cartesianas de los vértices de un pequeño icosicosidodecaedro retrorromo son todas las permutaciones pares de:
(±(1-ϕ−α), 0, ±(3−ϕα))
(±(ϕ-1−α), ±2, ±(2ϕ-1−ϕα))
(±(ϕ+1−α), ±2(ϕ-1), ±(1−ϕα))
donde ϕ = (1+√5)/2 es el número áureo y α = √3ϕ−2.